# Critics' Choice Movie Awards
 (janvier 2021).
Si vous disposez d'ouvrages ou d'articles de référence ou si vous connaissez des sites web de qualité traitant du thème abordé ici, merci de compléter l'article en donnant les références utiles à sa vérifiabilité et en les liant à la section « Notes et références ».
Les Critics' Choice Movie Awards (ou Broadcast Film Critics Association Awards, BFCA Awards), anciennement intitulés Critics Choice Awards, sont les prix attribués chaque année par la Broadcast Film Critics Association pour récompenser les meilleures réalisations cinématographiques.
Depuis 2011, il existe une nouvelle cérémonie récompensant la télévision : Critics' Choice Television Awards, décernés en juin.

## Procédure
Les nommés sont sélectionnés par bulletins secrets pendant une semaine de votes, et ils sont annoncés au mois de décembre. Les gagnants sont révélés à la cérémonie annuelle des Critics Choice Awards au mois de janvier au Santa Monica Civic Auditorium (en), diffusée en direct sur la chaîne américaine VH1. Les récompenses spéciales sont remises par le conseil d'administration des BFCA Awards.

## Catégories de récompenses

### Récompenses principales
En gras sont indiquées les catégories actuellement décernées.
- Meilleur film (Best Film) – depuis 1996

- Meilleur réalisateur (Best Director) – depuis 1996

- Meilleur acteur (Best Actor) – depuis 1996
- Meilleure actrice (Best Actress) – depuis 1996
- Meilleur acteur dans un second rôle (Best Supporting Actor) – depuis 1996
- Meilleure actrice dans un second rôle (Best Supporting Actress) – depuis 1996
- Meilleure distribution (Best Cast) – depuis 2002
- Meilleur espoir (Best Young Performer) – depuis 1997

- Meilleur scénario (Best Screenplay) – de 1996 à 1997
  -  Meilleur scénariste (Best Writer) – de 2002 à 2009
  - Meilleur scénario original (Best Original Screenplay) – de 1998 à 2001 et depuis 2010
  - Meilleur scénario adapté (Best Adapted Screenplay) – de 1998 à 2001 et depuis 2010

- Meilleure direction artistique (Best Art Direction) – depuis 2010
- Meilleurs costumes (Best Costume Design) – depuis 2010
- Meilleur maquillage (Best Makeup) – depuis 2010
- Meilleure photographie (Best Cinematography) – depuis 2010
- Meilleur montage (Best Editing) – depuis 2010
- Meilleurs effets visuels (Best Visual Effects) – depuis 2010

- Meilleure musique de film (Best Score) – depuis 2010
  -  Meilleur compositeur (Best Composer) – de 1999 à 2009
- Meilleure chanson originale (Best Song) – depuis 1999

- Meilleur film en langue étrangère (Best Foreign Language Film) – depuis 1996
- Meilleur film d'animation (Best Animated Film) – depuis 1999
- Meilleure comédie (Best Comedy Film) – depuis 2006
- Meilleur film d'action (Best Action Film) – depuis 2009
- Meilleur film de famille (Best Family Film) – de 1998 à 2008
- Meilleur téléfilm (Best Television Film) – de 1998 à 2011
- Meilleur son (Best Sound) – de 2010 à 2012
- Meilleur documentaire (Best Documentary Film) – de 1996 à 2015

### Récompenses spéciales
- Joel Siegel Award
  - 2008 : Don Cheadle
  - 2009 : Richard Gere
  - 2010 : Kevin Bacon
  - 2011 : Matt Damon
  - 2012 : Sean Penn

- Music and Film Award
  - 2011 : Quentin Tarantino
  - 2012 : Martin Scorsese

## Films du mois

### 2002
- Janvier : La Chambre du fils ()
- Février : Last Orders ()
- Mars : E.T. l'extra-terrestre : 20e Anniversaire ()
- Avril : Neuf Reines ()
- Mai : Insomnia ()
- Juin : Cinema Paradiso : Director's Cut ()
- Juillet : Les Sentiers de la perdition ()
- Août : Photo Obsession ()
- Septembre : Moonlight Mile ()
- Octobre : Bowling for Columbine ()
- Novembre : Parle avec elle ()
- Décembre : Chicago () *Oscar du meilleur film*

### 2003
- Janvier : La Cité de Dieu ()
- Février : Spider ()
- Mars : Joue-la comme Beckham ()
- Avril : A Mighty Wind ()
- Mai : Le Monde de Nemo ()
- Juin : Whale Rider ()
- Juillet : Pirates des Caraïbes : La Malédiction du Black Pearl ()
- Août : The Magdalene Sisters ()
- Septembre : The Station Agent ()
- Octobre : Alien - Le huitième passager ()
- Novembre : In America (/)
- Décembre : Le Seigneur des anneaux : Le Retour du roi () *Oscar du meilleur film*

### 2004
- Janvier : Osama ()
- Février : Good Bye, Lenin! ()
- Mars : Eternal Sunshine of the Spotless Mind ()
- Avril : Kill Bill: Vol. 2 ()
- Mai : Shrek 2 ()
- Juin : Spider-Man 2 ()
- Juillet : Maria, pleine de grâce (/)
- Août : Hero ()
- Septembre : Carnets de voyage (///)
- Octobre : Sideways ()
- Novembre : Finding Neverland (/)
- Décembre : Hotel Rwanda (//)

### 2005
- Janvier : Les Choristes ()
- Février : Inside Deep Throat ()
- Mars : Les Bienfaits de la colère ()
- Avril : Sin City ()
- Mai : Collision () *Oscar du meilleur film*
- Juin : De l'ombre à la lumière ()
- Juillet : Murderball ()
- Août : The Constant Gardener ()
- Septembre : A History of Violence ()
- Octobre : Good Night, and Good Luck. ()
- Novembre : Walk the Line ()
- Décembre : Le Secret de Brokeback Mountain ()

### 2006
- Janvier : Roving Mars (en) ()
- Février : Mon nom est Tsotsi ()
- Mars : V for Vendetta (/)
- Avril : Vol 93 ()
- Mai : Nos voisins, les hommes ()
- Juin : pas d'informations
- Juillet : Little Miss Sunshine ()
- Août : World Trade Center ()
- Septembre : Little Children ()
- Octobre : Mémoires de nos pères ()
- Novembre : Borat, leçons culturelles sur l'Amérique au profit glorieuse nation Kazakhstan ()
- Décembre : Lettres d'Iwo Jima ()

### 2007
- Janvier : Miss Potter ()
- Février : La Vie des autres ()
- Mars : Le vent se lève (film, 2006) ()
- Avril : Grindhouse ()
- Mai : Once ()
- Juin : Sicko ()
- Juillet : Hairspray ()
- Août : La Vengeance dans la peau ()
- Septembre : Les Promesses de l'ombre () & In the Shadow of the Moon ()
- Octobre : Michael Clayton ()
- Novembre : No Country for Old Men ()
- Décembre : Juno ()

### 2008
- Janvier : Cloverfield ()
- Février : Les Faussaires (film, 2007) (/)
- Mars : Horton ()